# Mountain Warehouse
Pour les articles homonymes, voir Mountain.
 (juin 2019).
Mountain Warehouse est une entreprise anglaise de vêtements et matériel de plein-air pour la randonnée, le camping, le ski, le vélo, la course à pied, la natation, et le fitness. Son siège social est situé à Victoria, un quartier du centre de Londres dans la Cité de Westminster.
Fondée en 1997 par Mark Neale, Mountain Warehouse est passée d’un point de vente unique à plus de 330 magasins en Grande-Bretagne, en Europe, en Nouvelle-Zélande et en Amérique du Nord.  
Depuis quelques années, la marque possède un site français. Un nouveau site espagnol a été également lancé en octobre 2018.

## Histoire
En 1997, Mountain Warehouse a été fondé en tant que partenaire de distribution de Karrimor International, fabricant anglais de vêtements et d’équipements de plein-air. La société d’investissement 21 Invest (maintenant Investindustrial) était le principal investisseur de Karrimor. 
21 Invest a vendu la principale activité de Karrimor au groupe de loisirs sud-africain Cullinan Holdings en février 1999. Les magasins, qui portaient initialement le nom de Karrimor, ont ensuite été renommés Mountain Warehouse. Mountain Warehouse a vendu des vêtements et des équipements de plein air multimarques, ainsi que sa propre marque, qu'elle a récemment lancée. 
En août 2002, NBGI Private Equity a racheté l’entreprise de 21 Invest et de son directeur général Mark Neale en rachetant une part majoritaire de la société. Le PDG Mr. Neale a réinvesti la majeure partie de ses recettes dans cette nouvelle acquisition. Au cours des années où NBGI a travaillé avec Mountain Warehouse, leur propre catalogue de produits est passé de 5% à 80%. 
En juillet 2007, Arev, via KCAJ, son fonds d'investissement islandais, a racheté une part de marché de 15 millions de livres dans un rachat tertiaire auprès de NBGI Private Equity. Une participation majoritaire a été rachetée par la direction de Mountain Warehouse. 
En août 2010, la division de capitaux privés de Lloyds Banking Group, LDC, a pris une participation minoritaire de 23% de l’entreprise dans le cadre d’un rachat de 47 millions de livres. La division des fonds d'investissement privés du marché des petites et moyennes entreprises a plus que doublé son investissement initial. 
En novembre 2013, l'équipe de direction dirigée par le fondateur et PDG Mark Neale a racheté LDC, actionnaire minoritaire, pour devenir propriétaire à part entière de la chaîne de magasins. Mr. Neale possède à lui-seul 85% de l'entreprise. La transaction, d'un montant de 85 millions de livres, a été financée par la Royal Bank of Scotland et la société de gestion d'actifs Alcentra. 
En 2017, Mountain Warehouse Holdings Limited a créé une nouvelle société, « Zakti Activeware », le nouveau nom de la gamme «Mountain Warehouse Active», et a transféré une grande quantité de stock dans les nouveaux magasins. 
Mountain Warehouse Holdings Limited a créé en 2018 une autre nouvelle société, Neon Sheep, destinée à intégrer le marché des accessoires. À ce jour, ses résultats sont bien meilleurs que ceux de Zakti Activeware. 

## Magasins
Mountain Warehouse compte plus de 240  magasins en Grande-Bretagne, en Amérique du Nord, en Europe et en Nouvelle-Zélande, y compris des magasins à Dublin, en Irlande, à Vienne, en Autriche et des magasins en Pologne, y compris Varsovie. 
Le premier magasin Mountain Warehouse a ouvert ses portes en 1997. En août 2002, Mountain Warehouse avait ouvert 13 autres magasins dans des centres de magasins d'usine à Londres et un à Vienne, ainsi que trois magasins concessionnaires dans des centres de jardinage en Grande-Bretagne. 
Le magasin de Londres situé à Covent Garden a été l'un des premiers grands magasins de Mountain Warehouse. Il existe quatre magasins Mountain Warehouse à Londres, les autres étant situés sur Regent Street, à Putney, et le plus récent ayant ouvert Fulham en décembre 2013. 
Mountain Warehouse a acheté six anciens emplacements appartenant à Woolworths  dont Fort William, en Écosse, St Ives, Cornwall  et Buxton, Derbyshire. 
Mountain Warehouse a continué à acheter des locaux dans des villes marchandes et des lieux prisés par les promeneurs et vacanciers. 
Mountain Warehouse a ouvert son premier magasin de détail en Amérique du Nord à Toronto, Ontario, Canada, début 2014  Depuis, la marque s'est étendue à d’autres régions d’Amérique du Nord, notamment dans le New Jersey, aux États-Unis, à Burlington au Canada  et à Vancouver au Canada. 

## Produits
Mountain Warehouse est passé d'une entreprise de liquidation des stocks vendant uniquement des produits multimarques à une entreprise vendant principalement des vêtements, chaussures et de l'équipement de sa propre marque. En 2004, les autres marques proposées par Mountain Warehouse, dont Mountain Life, Parallel et Snapdragon, représentaient 10% des produits commerciaux, mais en 2007, les produits propres de la marque en représentaient 65%. 
En 2010, l'entreprise a lancé une gamme de vêtements plus techniques, Mountainlife Extreme. La gamme de vêtements Mountainlife Extreme a été conçue pour concurrencer des marques haut de gamme telles que The North Face et Berghaus. 
Les marques Mountainlife et Parallel ont été progressivement supprimées et tous les vêtements, chaussures et équipements portent désormais le nom de la marque Mountain Warehouse. Mountain Warehouse Extreme remplace Mountainlife Extreme. La gamme comprend également des chaussures, accessoires et équipements. 